# Rihanna-diszkográfia
Ez Rihanna barbadosi énekesnő-dalszerző eddigi zenei kiadványainak listája. Rihannának eddig hét stúdióalbuma, két remixalbuma, negyvenöt kislemeze, és közel negyven videóklipje jelent meg. Hét slágerlistás kislemezen és még ezeken kívül még tizenegy másik dalban volt vendégelőadó, más zenészek albumain.
Rihanna zenéje többfajta zenei stílust hordoz magában, legtöbbször R&B, pop, dance, reggae, dancehall, hiphop, rock és karibi stílusú. 2005. augusztus 22-én jelent meg első kislemeze, amely a Pon de Replay című dalból készül. Jól szerepelt az angol nyelvű országok slágerlistáin, az amerikai Billboard Hot 100on, a brit és az ír kislemezlistán egyaránt a második helyet érte el, ezenkívül első lett Új-Zélandon és hatodik Ausztráliában. A kislemez az USA-ban platinalemez, Ausztráliában pedig aranylemez lett.
Rihanna első albumának, a Music of the Sunnak dalai a karib reggae, dancehall és urban dance-pop stílus keveréke. Az album 2005 augusztusának végén jelent meg és a nemzetközi albumeladási listákon meglehetősen jó szerepelt. Az amerikai Billboard Hot 200 albumeladási listán tizedik, a brit albumslágerlistán harmincötödik, az íren a tizenkettedik lett, ezeken kívül még felkerült több európai albumeladási listára. A legmagasabb helyezése a kanadai Top Canadian Albums Chart hetedik helye volt. Az album platinalemez lett az USA-ban, az Egyesült Királyságban és Kanadában. Az albumról még két kislemez jelent meg, az If It’s Lovin’ That You Want és a Let Me, utóbbi csak Japánban jelent meg.
A következő évben jelent meg második albuma, az A Girl Like Me, amely kevesebb trópusi de több urban hangzású dalt tartalmaz, és jobb helyezéseket ért el az albumeladási listákon. Kanadában elérte az első helyet. Az album platinalemez lett az USA-ban, Kanadában, Ausztráliában, Európában és az Egyesült Királyságban. Az album első kislemeze, az SOS elérte az első helyet az USA-ban, Ausztráliában és Kanadában, második lett az Egyesült Királyságban és harmadik több európai országban. Az A Girl Like Me-ről további három kislemez jelent meg: az Unfaithful, a We Ride és a Sean Paullal készült Break It Off.
2007 júniusában jelent meg Rihanna harmadik albuma, a Good Girl Gone Bad. Az előző albumok dalaihoz hasonló dancehall, reggae és lírai dalok mellett több európai stílusú dance-popdal is hallható rajta. Az első kislemez a Jay-Z-vel készült Umbrella, ami több mint kilenc országban vezette a slágerlistákat. A Shut Up and Drive, a Don’t Stop the Music és a Ne-Yo-val készült Hate That I Love You című dalokból lett még kislemez. 2008-ban a Good Girl Gone Badet újra megjelentették, Good Girl Gone Bad: Reloaded címmel. Az újrakiadáson három új dal hallható, a Take a Bow, a Disturbia és a Maroon 5-val készült If I Never See Your Face Again, melyek mind megjelentek kislemez formájában is. Ezek után az albumról megjelent még egy kislemez, a Justin Timberlake-kel készült Rehab című számból. 2009-ben megjelent a Good Girl Gone Bad: The Remixes, melyen tizenegy hivatalos remix hallható a Good Girl Gone Bad dalaiból.
2009 novemberében jelent meg Rihanna negyedik stúdióalbuma a Rated R. Az albumból eddig közel négy millió példány kelt el világszerte. Az album első három kislemeze bekerült a Billboard Hot 100 top 10-ébe: "Russian Roulette", a "Hard", és a "Rude Boy". Még két kislemez jelent meg a lemezről: a "Te Amo", mely főleg Európában ért el kereskedelmi sikereket és "Rockstar 101", mely az Egyesült Államokban 64. lett.
2010. november 16-án jelent meg az ötödik stúdióalbuma, a Loud, melynek első három kislemeze elérte az első helyet a Billboard Hot 100-on:
"Only Girl (In the World)", "What's My Name" és "S&M". Az albumról még három kislemez jelent meg nemzetközileg: "California King Bed", "Man Down" és "Cheers (Drink to That)".
Rihanna hatodik stúdióalbuma 2011 végén jelent meg.
Rihanna több mint 25 millió albumot adott el világszerte az albumok kislemezeiből pedig több mint 100 milliót.

## Albumok

### Stúdióalbumok
| Év   | Album                                                 | Legmagasabb helyezés | Legmagasabb helyezés | Legmagasabb helyezés | Legmagasabb helyezés | Legmagasabb helyezés                                             | RIAA minősítés és eladások                           |
| Év   | Album                                                 | USA                  | CAN                  | UK                   | AUS                  | HUN Archiválva 2008. december 8-i dátummal a Wayback Machine-ben | RIAA minősítés és eladások                           |
| ---- | ----------------------------------------------------- | -------------------- | -------------------- | -------------------- | -------------------- | ---------------------------------------------------------------- | ---------------------------------------------------- |
| 2005 | Music of the Sun - Formátumok: CD, digitális letöltés | 10                   | 7                    | 35                   | —                    | —                                                                | - 2,200,000 világszerte                              |
| 2006 | A Girl Like Me - Formátumok: CD, digitális letöltés   | 5                    | 1                    | 5                    | 9                    | 3                                                                | - 3 500 000 világszerte                              |
| 2007 | Good Girl Gone Bad - Formátum: CD, digitális letöltés | 2                    | 1                    | 1                    | 2                    | 4                                                                | - 10,000,000 világszerte                             |
| 2009 | Rated R - Formátum: CD, digitális letöltés            | 4                    | 5                    | 9                    | 12                   | 31                                                               | - 4,000,000 világszerte                              |
| 2010 | Loud - Formátumok: CD, digitális letöltés             | 3                    | 1                    | 1                    | 2                    | 6                                                                | - 5,000,000 világszerte                              |
| 2011 | Talk That Talk - Formátumok: CD, digitális letöltés   | 3                    | 3                    | 1                    | 5                    | 18                                                               | - 4,500,000 világszerte                              |
| 2012 | Unapologetic - Formátumok: CD, digitális letöltés     | 1                    | 1                    | 1                    | 8                    | 21                                                               | - 3,000,000 világszerte                              |
| 2015 | Home - Formátumok: CD, digitális letöltés             | 40                   | —                    | —                    | 40                   | —                                                                |                                                      |
| 2016 | Anti - Formátumok: CD, digitális letöltés             | 1                    | 1                    | 7                    | 5                    | 16                                                               | - RIAA-minősítés: Platinalemez - 647,000 világszerte |

### Remixalbumok
| Év   | Album adatok | Legmagasabb helyezés |
| Év   | Album adatok | US                   |
| ---- | --- | -------------------- |
| 2009 | Good Girl Gone Bad: The Remixes - Megjelenés: 2009. január 27. - Kiadó: Def Jam - Formátumok: CD, digitális letöltés | 106                  |
| 2010 | Rated R: Remixed - Megjelenés: 2010. május 25. - Kiadó: Def Jam - Formátumok: CD, digitális letöltés                 | 158                  |

### Válogatás albumok
| Év   | Album                                                                                        |
| ---- | -------------------------------------------------------------------------------------------- |
| 2009 | 3CD Collector's Set - Megjelenés: 2009. december 15. - Kiadó: Def Jam - Formátum: CD box set |
| 2011 | Coffret 4 CD - Megjelenés: 2011. október 17. - Kiadó: Def Jam - Formátum: CD box set         |

## Kislemezek
| Év   | Kislemez                                           | Legmagasabb helyezés | Legmagasabb helyezés | Legmagasabb helyezés | Legmagasabb helyezés | Legmagasabb helyezés | Legmagasabb helyezés                                             | Legmagasabb helyezés | Legmagasabb helyezés | Album                                              |
| Év   | Kislemez                                           | USA                  | CAN                  | UK                   | AUS                  | NZ                   | HUN Archiválva 2010. február 23-i dátummal a Wayback Machine-ben | HUN Dance            | Minősítések | Album                                              |
| ---- | -------------------------------------------------- | -------------------- | -------------------- | -------------------- | -------------------- | -------------------- | ---------------------------------------------------------------- | -------------------- | --- | -------------------------------------------------- |
| 2005 | Pon de Replay                                      | 2                    | 7                    | 2                    | 6                    | 1                    | 7                                                                | 1                    | - Ausztrália: Platina - USA: Platina - Új-Zéland: Arany | Music of the Sun                                   |
| 2005 | If It’s Lovin’ That You Want                       | 36                   | 48                   | 11                   | 9                    | 9                    | —                                                                | —                    | | Music of the Sun                                   |
| 2006 | SOS                                                | 1                    | 2                    | 2                    | 1                    | 3                    | 2                                                                | 6                    | - Ausztrália: Platina - UK: Arany - USA: Platina | A Girl Like Me                                     |
| 2006 | Unfaithful                                         | 6                    | 1                    | 2                    | 2                    | 4                    | 1                                                                | —                    | - Ausztrália: Arany - Belgium: Arany - Svájc: Arany - USA: Platina                                                                                         | A Girl Like Me                                     |
| 2006 | We Ride                                            | 107                  | 45                   | 17                   | 24                   | 8                    | —                                                                | —                    | | A Girl Like Me                                     |
| 2006 | Break It Off (featuring Sean Paul)                 | 9                    | 19                   | —                    | —                    | —                    | 40                                                               | —                    | | A Girl Like Me                                     |
| 2007 | Umbrella (featuring Jay-Z)                         | 1                    | 1                    | 1                    | 1                    | 1                    | 1                                                                | 2                    | - Ausztrália: Platina - Belgium: Platina - USA: 3×Platina - Új-Zéland: Platina - Svájc: Arany - UK: Platina - Németország: Platina                         | Good Girl Gone Bad és Good Girl Gone Bad: Reloaded |
| 2007 | Shut Up and Drive                                  | 15                   | 6                    | 5                    | 4                    | 12                   | 4                                                                | 16                   | - Ausztrália: Arany - USA: Platina | Good Girl Gone Bad és Good Girl Gone Bad: Reloaded |
| 2007 | Hate That I Love You (featuring Ne-Yo)             | 7                    | 17                   | 15                   | 14                   | 6                    | 31                                                               | —                    | - Ausztrália: Arany - Új-Zéland: Arany - USA: Platina | Good Girl Gone Bad és Good Girl Gone Bad: Reloaded |
| 2007 | Don’t Stop the Music                               | 3                    | 2                    | 4                    | 1                    | 3                    | 1                                                                | 1                    | - Ausztrália: Platina - Belgium: Platina - UK: Ezüst - Németország: Arany - Új-Zéland: Platina - USA: 3×Platina                                            | Good Girl Gone Bad és Good Girl Gone Bad: Reloaded |
| 2008 | Take a Bow                                         | 1                    | 1                    | 1                    | 3                    | 2                    | 35                                                               | 40                   | - UK: Arany - USA: 2×Platina - Ausztrália: Platina - Új-Zéland: Platina                                                                                    | Good Girl Gone Bad és Good Girl Gone Bad: Reloaded |
| 2008 | Disturbia                                          | 1                    | 2                    | 3                    | 6                    | 1                    | 4                                                                | 5                    | - UK: Ezüst - USA: 3×Platina - Ausztrália: Platina - Új-Zéland: Platina - Belgium: Platina                                                                 | Good Girl Gone Bad és Good Girl Gone Bad: Reloaded |
| 2008 | Rehab                                              | 18                   | 19                   | 16                   | 26                   | 12                   | 21                                                               | —                    | - Új-Zéland: Arany | Good Girl Gone Bad és Good Girl Gone Bad: Reloaded |
| 2009 | Russian Roulette                                   | 9                    | 9                    | 2                    | 7                    | 9                    | 37                                                               | —                    | - Ausztrália: Arany - UK: Ezüst - Svájc: Arany - Új-Zéland: Arany                                                                                          | Rated R                                            |
| 2009 | Hard (featuring Young Jeezy)                       | 8                    | 9                    | 42                   | 51                   | 15                   | —                                                                | —                    | - USA:Platina | Rated R                                            |
| 2009 | Wait Your Turn                                     | 110                  | —                    | 45                   | 82                   | —                    | —                                                                | —                    | | Rated R                                            |
| 2010 | Rude Boy                                           | 1                    | 7                    | 2                    | 1                    | 3                    | 32                                                               | 31                   | - Ausztrália: 2×Platina - Belgium: Arany - Svájc: Arany - UK: Arany - USA: 2×Platina - Új-Zéland: Platina                                                  | Rated R                                            |
| 2010 | Rockstar 101 (featuring Slash)                     | 64                   | —                    | —                    | 24                   | —                    | —                                                                | —                    | | Rated R                                            |
| 2010 | Te Amo                                             | —                    | 66                   | 14                   | 22                   | —                    | —                                                                | —                    | - Ausztrália: Arany - Svájc: Arany | Rated R                                            |
| 2010 | Only Girl (In the World)                           | 1                    | 1                    | 1                    | 1                    | 1                    | 1                                                                | 4                    | - Ausztrália: 5×Platina - Belgium: Platina - Németország: Platina - Svájc: 2×Platina - UK: Platina - USA: 3×Platina - Új-Zéland: Platina                   | Loud                                               |
| 2010 | What’s My Name? (featuring Drake)                  | 1                    | 5                    | 1                    | 18                   | 3                    | 1                                                                | —                    | - Ausztrália: Platina - Svájc: Arany - UK: Platina - USA: 2×Platina - Új-Zéland: Platina                                                                   | Loud                                               |
| 2010 | Raining Man (featuring Nicki Minaj)                | 111                  | —                    | 142                  | —                    | —                    | —                                                                | —                    | | Loud                                               |
| 2011 | S&M                                                | 1                    | 1                    | 3                    | 1                    | 2                    | 1                                                                | 5                    | | Loud                                               |
| 2011 | California King Bed                                | 37                   | 20                   | 8                    | 4                    | 4                    | 17                                                               | —                    | | Loud                                               |
| 2011 | Man Down                                           | 59                   | 63                   | 54                   | —                    | —                    | —                                                                | —                    | | Loud                                               |
| 2011 | Cheers (Drink to That)                             | 7                    | 6                    | 15                   | 6                    | 5                    | —                                                                | —                    | | Loud                                               |
| 2011 | We Found Love                                      | 1                    | 1                    | 1                    | 2                    | 1                    | 1                                                                | 2                    | | Talk That Talk                                     |
| 2011 | You da One                                         | 14                   | 12                   | 16                   | 26                   | 10                   | 14                                                               | —                    | | Talk That Talk                                     |
| 2012 | Talk That Talk (featuring Jay-Z)                   | 31                   | 30                   | 25                   | 28                   | 37                   | —                                                                | —                    | - Ausztrália: Arany - USA: Arany | Talk That Talk                                     |
| 2012 | Princess of China (with Coldplay)                  | 20                   | 17                   | 4                    | 16                   | 8                    | 18                                                               | —                    | - Ausztrália: Platina - UK: Arany - Új-Zéland: Arany | Mylo Xyloto                                        |
| 2012 | Birthday Cake (featuring Cris Brown)               | 24                   | —                    | —                    | —                    | —                    | —                                                                | —                    | - USA: Platina | Talk That Talk                                     |
| 2012 | Where Have You Been                                | 5                    | 5                    | 6                    | 6                    | 4                    | 2                                                                | 10                   | - Belgium: Arany - Új-Zéland: Platina - USA: Platina - Ausztrália: 2×Platina                                                                               | Talk That Talk                                     |
| 2012 | Cockiness (Love It) Remix (featuring ASAP Rocky)   | 102                  | —                    | —                    | —                    | —                    | —                                                                | —                    | | Talk That Talk                                     |
| 2012 | Diamonds                                           | 1                    | 1                    | 1                    | 6                    | 2                    | 7                                                                | —                    | - Belgium: Platina - Kanada: Arany - Németország: Platina - Ausztrália: 4×Platina - Új-Zéland: 2×Platina - UK: Platina - USA: 2×Platina - Svájc: 2×Platina | Unapologetic                                       |
| 2013 | Stay (featuring Mikky Ekko)                        | 3                    | 1                    | 4                    | 4                    | 4                    | —                                                                | —                    | - Ausztrália: 3×Platina - Új-Zéland: 2×Platina - Belgium: Arany - USA: Platina - Németország: Arany                                                        | Unapologetic                                       |
| 2013 | Pour it Up                                         | 19                   | 49                   | 70                   | —                    | —                    | —                                                                | —                    | | Unapologetic                                       |
| 2013 | Loveeeeeee Song (featuring Future)                 | 55                   | —                    | 105                  | —                    | —                    | —                                                                | —                    | | Unapologetic                                       |
| 2013 | Right Now (featuring David Guetta)                 | 90                   | 32                   | 36                   | 39                   | —                    | —                                                                | —                    | - Ausztrália: Arany | Unapologetic                                       |
| 2013 | What Now                                           | 25                   | 27                   | 21                   | 21                   | 13                   | —                                                                | —                    | | Unapologetic                                       |
| 2014 | Jump                                               | —                    | 150                  | —                    | 5                    | 10                   | —                                                                | —                    | | Unapologetic                                       |
| 2015 | FourFiveSeconds (with Kanye West & Paul McCartney) | 4                    | 3                    | 3                    | 1                    | 1                    | 3                                                                | —                    | | ismeretlen                                         |
| 2015 | Towards the Sun                                    | —                    | 76                   | —                    | —                    | —                    | —                                                                | —                    | | Home                                               |
| 2015 | Bitch Better Have My Money                         | 15                   | 27                   | 11                   | 14                   | 10                   | —                                                                | —                    | | ismeretlen                                         |
| 2015 | American Oxygen                                    | 78                   | 71                   | 59                   | 65                   | —                    | —                                                                | —                    | | ismeretlen                                         |
| 2016 | Work (featuring Drake)                             | 1                    | 1                    | 2                    | 5                    | 2                    | 39                                                               | —                    | - UK: Arany - Ausztrália: Platina - Kanada: Arany | Anti                                               |
| 2016 | Kiss It Better                                     | 110                  | —                    | —                    | —                    | —                    | —                                                                | —                    | | Anti                                               |
| 2016 | Needed me                                          |                      |                      |                      |                      |                      |                                                                  |                      | | Anti                                               |
| 2016 | Love on the Brain                                  |                      |                      |                      |                      |                      |                                                                  |                      | | Anti                                               |
| 2017 | Lemon (feat. N.E.R.D)                              |                      |                      |                      |                      |                      |                                                                  |                      | | No One Ever Really Dies                            |
| 2020 | Believe It (feat. PartyNextDoor)                   |                      |                      |                      |                      |                      |                                                                  |                      | | Partymobile                                        |
| 2022 | Lift Me Up                                         | —                    | —                    | —                    | —                    | —                    | —                                                                | —                    | | Fekete Párduc 2.                                   |

### Közreműködései
| Év   | Kislemez                                                      | Legmagasabb helyezés | Legmagasabb helyezés | Legmagasabb helyezés | Legmagasabb helyezés | Legmagasabb helyezés | Legmagasabb helyezés | Album                             |
| Év   | Kislemez                                                      | USA                  | CAN                  | UK                   | AUS                  | HUN                  | RIAA minősítés       | Album                             |
| ---- | ------------------------------------------------------------- | -------------------- | -------------------- | -------------------- | -------------------- | -------------------- | -------------------- | --------------------------------- |
| 2007 | Roll It (J-Status feat. Rihanna & Shontelle)                  | —                    | —                    | —                    | —                    | —                    |                      | The Beginning                     |
| 2008 | If I Never See Your Face Again (Maroon 5 feat. Rihanna)       | 51                   | 12                   | 28                   | 11                   | —                    |                      | It Won't Be Soon Before Long      |
| 2008 | Just Stand Up! (különféle női előadókkal)                     | 11                   | 10                   | 26                   | 39                   | —                    |                      | Jótékonysági dal                  |
| 2008 | Live Your Life (T.I. feat. Rihanna)                           | 1                    | 4                    | 2                    | 3                    | 26                   | 3x Platina           | Paper Trail                       |
| 2009 | Run This Town (Jay-Z feat. Rihanna & Kanye West)              | 2                    | 6                    | 1                    | 9                    | 30                   | Platina              | The Blueprint 3                   |
| 2010 | Stranded (Haiti Mon Amour) (Jay-Z, Bono, The Edge, & Rihanna) | 16                   | 6                    | 41                   | —                    | —                    |                      | Hope for Haiti Now                |
| 2010 | Love the Way You Lie (Eminem & Rihanna)                       | 1                    | 1                    | 2                    | 1                    | 1                    |                      | Recovery                          |
| 2010 | Who's That Chick? (David Guetta & Rihanna)                    | 51                   | 26                   | 6                    | 7                    | 17                   |                      | One More Love                     |
| 2011 | All of the Lights (Kanye West feat. Rihanna & Kid Cudi)       | 18                   | 53                   | 15                   | 24                   | —                    |                      | My Beautiful Dark Twisted Fantasy |
| 2011 | Fly (Nicki Minaj feat. Rihanna)                               | 19                   | 55                   | 16                   | 18                   | —                    |                      | Pink Friday                       |
| 2012 | Take Care (Drake feat. Rihanna)                               | 7                    | 15                   | 9                    | 9                    | —                    |                      | Take Care                         |

### Jótékonysági kislemezek
| Év   | Dal                          | Ügy                                                                                             |
| ---- | ---------------------------- | ----------------------------------------------------------------------------------------------- |
| 2008 | "Just Stand Up"              | - különféle női előadókkal. Jótékonysági dal a rák elleni küzdelemrét.                          |
| 2010 | "Redemption Song"            | - Bob Marley Redemption Song című száma . Jótékonysági dal 2010-es haiti földrengés túlélőinek. |
| 2010 | "Stranded (Haiti Mon Amour)" | - (Jay-Zvel és Bonóval). Jótékonysági dal 2010-es haiti földrengés túlélőinek.                  |

## Egyéb slágerlistás dalok
| Év   | Kislemez                                                                             | Legmagasabb helyezés | Legmagasabb helyezés | Legmagasabb helyezés | Legmagasabb helyezés | Legmagasabb helyezés | Legmagasabb helyezés | Legmagasabb helyezés | Legmagasabb helyezés | Legmagasabb helyezés | Legmagasabb helyezés | Album              |
| Év   | Kislemez                                                                             | USA                  | USA Airplay          | CAN                  | UK                   | IRE                  | SPA                  | POR                  | SWE                  | BOL                  | EU                   | Album              |
| ---- | ------------------------------------------------------------------------------------ | -------------------- | -------------------- | -------------------- | -------------------- | -------------------- | -------------------- | -------------------- | -------------------- | -------------------- | -------------------- | ------------------ |
| 2008 | Throw Your Hands Up (Elephant Man & Rihanna)                                         |                      |                      |                      |                      |                      |                      | 20                   |                      |                      |                      | Let's Get Physical |
| 2008 | Breakin' Dishes                                                                      |                      |                      |                      |                      |                      |                      | 45                   |                      | 15                   |                      | Good Girl Gone Bad |
| 2008 | Numba 1 (tide Is High) (Kardinal Offishall & Keri Hilson/Rihanna/Nicole Scherzinger) |                      | 97                   | 38                   |                      |                      |                      |                      |                      |                      |                      | Not 4 Sale         |
| 2009 | Bad Girl (feat. Chris Brown)                                                         |                      | 98                   |                      |                      |                      |                      |                      |                      |                      |                      |                    |
| 2009 | Emergency Room (feat. Akon)                                                          |                      |                      |                      |                      |                      |                      |                      |                      | 40                   |                      |                    |
| 2009 | Hatin' On The Club (feat. The-Dream)                                                 |                      |                      |                      |                      |                      |                      | 50                   |                      |                      |                      |                    |
| 2009 | A Girl Like Me                                                                       |                      |                      |                      |                      |                      | 25                   |                      |                      |                      |                      | A Girl Like Me     |
| 2009 | A Million Miles Away                                                                 |                      |                      |                      |                      |                      | 38                   |                      |                      |                      |                      | A Girl Like Me     |
| 2009 | Wait Your Turn                                                                       | 109                  |                      |                      | 45                   | 32                   |                      |                      |                      |                      | 58                   | Rated R            |
| 2010 | Redemption Song                                                                      | 81                   |                      | 82                   |                      |                      |                      |                      |                      |                      |                      | Rated R            |

## Videóklipek
| Év   | Album                        | Videó                        | Rendező                                    |
| ---- | ---------------------------- | ---------------------------- | ------------------------------------------ |
| 2005 | Music of the Sun             | Pon de Replay                | Little X                                   |
| 2005 | Music of the Sun             | If It’s Lovin’ That You Want | Marcus Raboy                               |
| 2006 | A Girl Like Me               | SOS                          | Chris Applebaum                            |
| 2006 | A Girl Like Me               | Unfaithful                   | Anthony Mandler                            |
| 2006 | A Girl Like Me               | We Ride                      | Anthony Mandler                            |
| 2007 | Good Girl Gone Bad           | Umbrella                     | Chris Applebaum                            |
| 2007 | Good Girl Gone Bad           | Shut Up and Drive            | Anthony Mandler                            |
| 2007 | Good Girl Gone Bad           | Don’t Stop the Music         | Taj/Rihanna                                |
| 2007 | Good Girl Gone Bad           | Hate That I Love You         | Anthony Mandler                            |
| 2008 | Good Girl Gone Bad: Reloaded | Take a Bow                   | Anthony Mandler                            |
| 2008 | Good Girl Gone Bad: Reloaded | Disturbia                    | Anthony Mandler/Rihanna                    |
| 2008 | Good Girl Gone Bad           | Rehab                        | Anthony Mandler                            |
| 2009 | Rated R                      | Wait Your Turn               | Anthony Mandler                            |
| 2009 | Rated R                      | Russian Roulette             | Anthony Mandler                            |
| 2009 | Rated R                      | Hard                         | Melina Matsoukas                           |
| 2010 | Rated R                      | Rude Boy                     | Melina Matsoukas                           |
| 2010 | Rated R                      | Rockstar 101                 | Melina Matsoukas                           |
| 2010 | Rated R                      | Te Amo                       | Anthony Mandler                            |
| 2010 | Loud                         | Only Girl (In the World      | Anthony Mandler                            |
| 2010 | Loud                         | What's My Name?              | Philip Andelman                            |
| 2011 | Loud                         | S&M                          | Melina Matsoukas                           |
| 2011 | Loud                         | California King Bed          | Anthony Mandler                            |
| 2011 | Loud                         | Man Down                     | Anthony Mandler                            |
| 2011 | Loud                         | Cheers (Drink to That)       | Evan Rogers/Ciara Pardo                    |
| 2011 | Talk That Talk               | We Found Love                | Melina Matsoukas                           |
| 2011 | Talk That Talk               | You da One                   | Melina Matsoukas                           |
| 2012 | Talk That Talk               | Where Have You Been          | Dave Meyers                                |
| 2012 | Mylo Xyloto                  | Princess of China            | Adria Petty/Alan Bibby                     |
| 2012 | Unapologetic                 | Diamonds                     | Anthony Mandler                            |
| 2013 | Unapologetic                 | Stay                         | Sophie Muller                              |
| 2013 | Unapologetic                 | Pour It Up                   | Rihanna                                    |
| 2013 | Unapologetic                 | What Now                     | Darren Craig/Jonathan Craven/Jeff Nicholas |
| 2015 | Nem jelent meg albumon       | FourFiveSeconds              | Inez & Vinoodh                             |
| 2015 | Nem jelent meg albumon       | American Oxygen              | Darren Craig/Jonathan Craven/Jeff Nicholas |
| 2015 | Nem jelent meg albumon       | Bitch Better Have My Money   | Rihanna / Megaforce                        |
| 2016 | Anti                         | Work                         | Director X / Tim Erem                      |
| 2016 | Anti                         | Kiss It Better               | Craig McDean                               |
| 2016 | Anti                         | Needed Me                    | Harmony Korine                             |
| 2016 | Star Trek: Mindenen túl      | Sledgehammer                 | Floria Sigismondi                          |
| 2017 | No One Ever Really Dies      | Lemon                        | Todd Tourso / Scott Cudmore                |

### Vendégszereplések videóklipekben
| Év   | Album                        | Videó                          | Előadó                  |
| ---- | ---------------------------- | ------------------------------ | ----------------------- |
| 2007 | The Beginning                | Roll It                        | J-Status (és Shontelle) |
| 2008 | It Won't Be Soon Before Long | If I Never See Your Face Again | Maroon 5                |
| 2008 | Paper Trail                  | Live Your Life                 | T.I.                    |
| 2009 | 808s & Heartbreak            | Paranoid (csak szereplő)       | Kanye West              |
| 2009 | The Blueprint 3              | Run This Town                  | Jay-Z (és Kanye West)   |
| 2010 | Recovery                     | Love the Way You Lie           | Eminem                  |

## DVD-k
- Good Girl Gone Bad Live
  - Megjelenés: 2008. június 13. (EUR), 2008. június 14. (USA)
- Barbadian Superstardom

## Fordítás
Ez a szócikk részben vagy egészben  a   Rihanna discography című angol Wikipédia-szócikk fordításán alapul.  Az eredeti cikk szerkesztőit annak laptörténete sorolja fel. Ez a jelzés csupán a megfogalmazás eredetét és a szerzői jogokat jelzi, nem szolgál a cikkben szereplő információk forrásmegjelöléseként.